# Principauté de Nassau-Weilbourg
Pour les articles homonymes, voir Nassau.
1355–1806
Entités précédentes :
- Comté de Nassau
- Électorat de Trèves

Entités suivantes :
- Duché de Nassau

Le comté puis principauté de Nassau-Weilbourg (en allemand : Grafschaft Nassau-Weilburg) est un ancien État du Saint-Empire romain germanique dans le cercle du Haut-Rhin jusqu'à 1806. Fondé au XIVe siècle, ce comté a existé pendant plus de 450 ans, jusqu'à la fusion du comté avec le Nassau-Usingen et devient le duché de Nassau. 

## Histoire

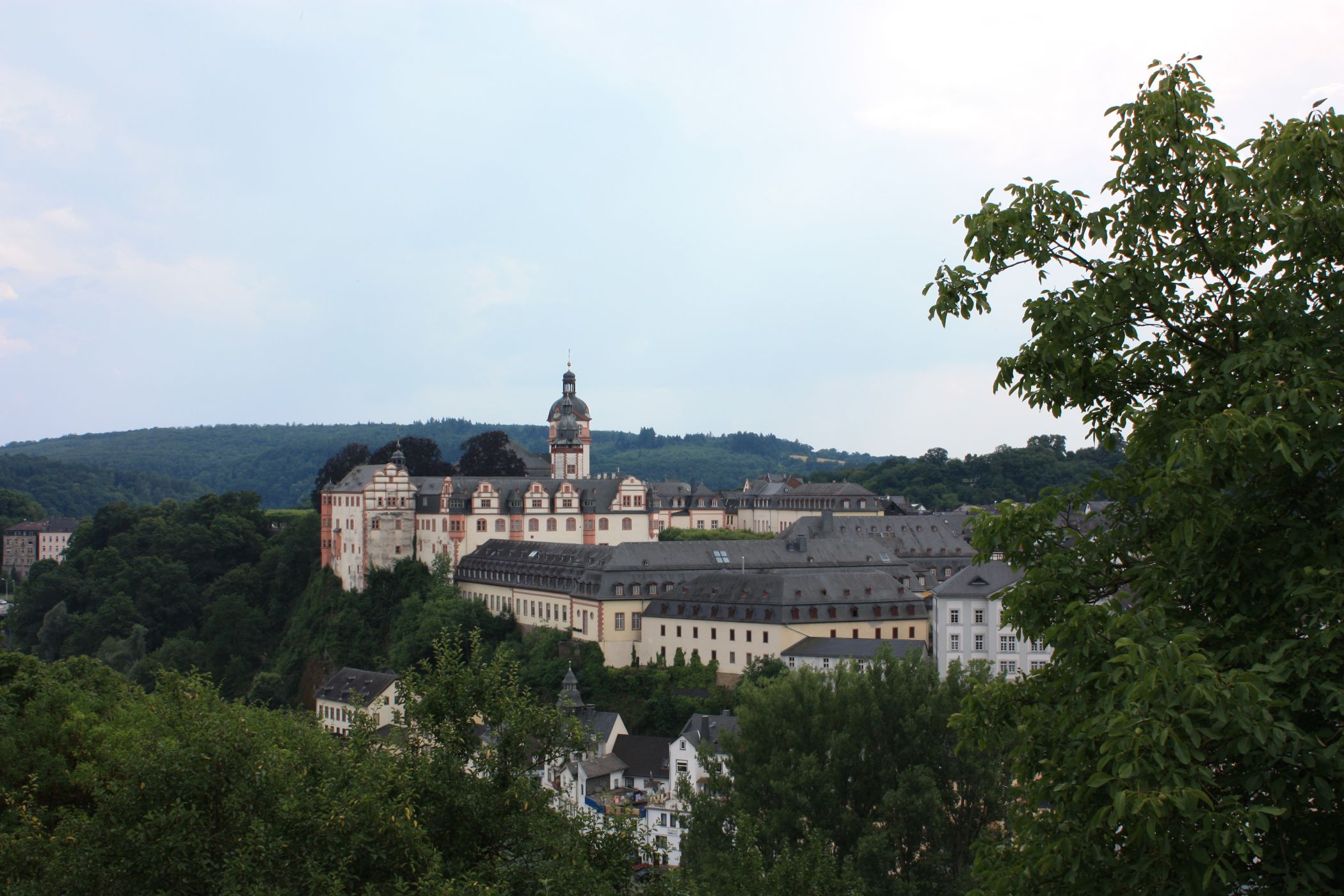
Le château de Weilbourg.

Ce comté est divisé en 1629 entre les branches de Nassau-Weilbourg, Nassau-Idstein et Nassau-Sarrebruck. Ce dernier comté est divisé à son tour en 1659, pour donner naissance aux comtés de Nassau-Sarrebruck, Nassau-Ottweiler et Nassau-Usingen.
En 1803, la principauté récupère le comté de Sayn-Altenkirchen (de).
En 1806, sous la pression de Napoléon Ier, la Nassau-Weilbourg et la Nassau-Usingen fusionnèrent pour former le duché de Nassau et entrer dans la confédération du Rhin.

## Liste des souverains de Nassau-Weilbourg

### Comtes
- 1355-1371: Jean Ier
- 1371-1429: Philippe Ier
- 1429-1442: Philippe II et Jean II
- 1442-1492: Philippe II
- 1492-1523: Louis Ier
- 1523-1559: Philippe III
- 1559-1593: Albert
- 1559-1602: Philippe IV
- 1593-1625: Louis II
- 1625-1629: Guillaume, Jean IV et Ernest-Casimir
- 1629-1655: Ernest-Casimir
- 1655-1675: Frédéric
- 1675-1688: Jean-Ernest

### Princes
- 1688-1719: Jean-Ernest
- 1719-1753: Charles-Auguste
- 1753-1788: Charles-Christian
- 1788-1806: Frédéric-Guillaume